# K League 1984
La Superliga Gran Festival de Fútbol 1984 fue la 2.ª temporada de la K League. Contó con la participación de ocho equipos, de los cuales sólo dos eran amateurs (Hanil Bank y Kookmin Bank). El torneo comenzó el 31 de marzo y terminó el 11 de noviembre de 1984.
Los nuevos participantes fueron Hanil Bank, Hyundai Horang-i y Lucky-Goldstar Hwangso. Además, Daewoo y POSCO se profesionalizaron y pasaron a competir oficialmente bajo las denominaciones de Daewoo Royals y POSCO Dolphins respectivamente.
El campeonato se disputó en trece ciudades, entre las que se encuentran Seúl, Busan, Gwangju, Daejeon, Cheongju, Wonju, Ulsan, Gangneung, Jeonju, Daegu, Andong, Masan e Incheon. El campeón fue Daewoo Royals, por lo que clasificó a la Copa de Clubes de Asia 1985-86. Por otra parte, salió subcampeón Yukong Elephants. Al finalizar el torneo, Kookmin Bank dejó la Primera División.

## Reglamento de juego
El torneo se dividió en dos etapas. Cada una de ellas se disputó en un formato de todos contra todos a ida y vuelta, de manera tal que cada equipo debió jugar un partido de local y uno de visitante contra sus otros siete contrincantes.
Una victoria se puntuaba con tres unidades, mientras que por un partido empatado con goles se otorgaban dos puntos. Por otro lado, una igualdad sin anotaciones valía un punto y la derrota, ninguno.
Para desempatar se utilizaron los siguientes criterios:
1. Puntos
2. Diferencia de goles
3. Goles anotados
4. Resultados entre los equipos en cuestión

El ganador de cada etapa clasificó a la final de campeonato, que se definiría en dos partidos. Si el marcador global seguía igualado, se realizaría una prórroga. Finalmente, en caso de que prosiguiera la paridad en el resultado, se ejecutaría una tanda de penales.

## Tabla de posiciones

### Primera etapa
| Pos. | Equipo                 | Pts. | PJ | G | E | 0E | P | GF | GC | Dif. | Clasificación                        |
| ---- | ---------------------- | ---- | -- | - | - | -- | - | -- | -- | ---- | ------------------------------------ |
| 1    | Yukong Elephants (Q)   | 31   | 14 | 9 | 2 | 0  | 3 | 21 | 9  | +12  | Clasificado a la Final de Campeonato |
| 2    | Daewoo Royals          | 30   | 14 | 9 | 1 | 1  | 3 | 24 | 15 | +9   |                                      |
| 3    | Hyundai Horang-i       | 28   | 14 | 6 | 4 | 2  | 2 | 21 | 9  | +12  |                                      |
| 4    | Hallelujah Eagles      | 22   | 14 | 5 | 3 | 1  | 5 | 16 | 18 | −2   |                                      |
| 5    | Lucky-Goldstar Hwangso | 19   | 14 | 5 | 1 | 2  | 6 | 20 | 22 | −2   |                                      |
| 6    | POSCO Dolphins         | 19   | 14 | 3 | 5 | 0  | 6 | 13 | 17 | −4   |                                      |
| 7    | Hanil Bank             | 17   | 14 | 3 | 4 | 0  | 7 | 14 | 26 | −12  |                                      |
| 8    | Kookmin Bank           | 9    | 14 | 1 | 2 | 2  | 9 | 12 | 25 | −13  |                                      |

 Fuente: South Korea 1984

### Segunda etapa
| Pos. | Equipo                 | Pts. | PJ | G | E | 0E | P | GF | GC | Dif. | Clasificación                        |
| ---- | ---------------------- | ---- | -- | - | - | -- | - | -- | -- | ---- | ------------------------------------ |
| 1    | Daewoo Royals (Q)      | 29   | 14 | 8 | 1 | 3  | 2 | 23 | 8  | +15  | Clasificado a la Final de Campeonato |
| 2    | Hyundai Horang-i       | 28   | 14 | 7 | 3 | 1  | 3 | 29 | 20 | +9   |                                      |
| 3    | POSCO Dolphins         | 25   | 14 | 7 | 2 | 0  | 5 | 28 | 27 | +1   |                                      |
| 4    | Hallelujah Eagles      | 23   | 14 | 5 | 3 | 2  | 4 | 18 | 17 | +1   |                                      |
| 5    | Yukong Elephants       | 22   | 14 | 4 | 3 | 4  | 3 | 17 | 13 | +4   |                                      |
| 6    | Hanil Bank             | 17   | 14 | 2 | 4 | 3  | 5 | 12 | 19 | −7   |                                      |
| 7    | Lucky-Goldstar Hwangso | 14   | 14 | 3 | 2 | 1  | 8 | 18 | 23 | −5   |                                      |
| 8    | Kookmin Bank           | 14   | 14 | 2 | 4 | 0  | 8 | 15 | 33 | −18  |                                      |

 Fuente: South Korea 1984

### General
| Pos. | Equipo                 | Pts. | PJ | G  | E | 0E | P  | GF | GC | Dif. | Clasificación                                   |
| ---- | ---------------------- | ---- | -- | -- | - | -- | -- | -- | -- | ---- | ----------------------------------------------- |
| 1    | Daewoo Royals (C, Q)   | 59   | 28 | 17 | 2 | 4  | 5  | 47 | 23 | +24  | Clasificado a la Copa de Clubes de Asia 1985-86 |
| 2    | Yukong Elephants       | 53   | 28 | 13 | 5 | 4  | 6  | 38 | 22 | +16  |                                                 |
| 3    | Hyundai Horang-i       | 56   | 28 | 13 | 7 | 3  | 5  | 50 | 29 | +21  |                                                 |
| 4    | Hallelujah Eagles      | 45   | 28 | 10 | 6 | 3  | 9  | 34 | 35 | −1   |                                                 |
| 5    | POSCO Dolphins         | 44   | 28 | 10 | 7 | 0  | 11 | 41 | 44 | −3   |                                                 |
| 6    | Hanil Bank             | 35   | 28 | 5  | 9 | 2  | 12 | 26 | 45 | −19  |                                                 |
| 7    | Lucky-Goldstar Hwangso | 33   | 28 | 8  | 3 | 3  | 14 | 38 | 45 | −7   |                                                 |
| 8    | Kookmin Bank           | 23   | 28 | 3  | 6 | 2  | 17 | 27 | 58 | −31  |                                                 |

 Fuente: South Korea 1984

## Final de campeonato
| Ida; 10 de noviembre de 1984 | Yukong Elephants | 0:1 (0:1) | Daewoo Royals | Estadio Dongdaemun, Seúl |  |
|                              |                  | Reporte   | C.S. Park 42' |                          |  |

| Vuelta; 11 de noviembre de 1984 | Daewoo Royals  | 1:1 (0:0) | Yukong Elephants | Estadio Dongdaemun, Seúl |  |
|                                 | H.W. Chung 63' | Reporte   | S.Y. Lee 87'     |                          |  |

## Campeón
|                                   |
|                                   |
| Campeón Daewoo Royals 1.er título |